# پتر گابریل
پتر گابریل (چکی: Petr Gabriel؛ زادهٔ ۱۷ مهٔ ۱۹۷۳) بازیکن فوتبال اهل جمهوری چک بود.
از باشگاه‌هایی که در آن بازی کرده‌است می‌توان به باشگاه فوتبال ویکتوریا ژیژکوف، باشگاه فوتبال کایزرسلاوترن، باشگاه فوتبال اسپارتا پراگ، باشگاه فوتبال آرمینیا بیله‌فلد، و باشگاه فوتبال تپلیس اشاره کرد.
وی همچنین در تیم‌های ملی فوتبال زیر ۲۱ سال جمهوری چک و جمهوری چک بازی کرده‌است.